# Bulbophyllum coriophorum
Bulbophyllum coriophorum är en orkidéart som beskrevs av Henry Nicholas Ridley. Bulbophyllum coriophorum ingår i släktet Bulbophyllum och familjen orkidéer. Inga underarter finns listade i Catalogue of Life.

## Bildgalleri

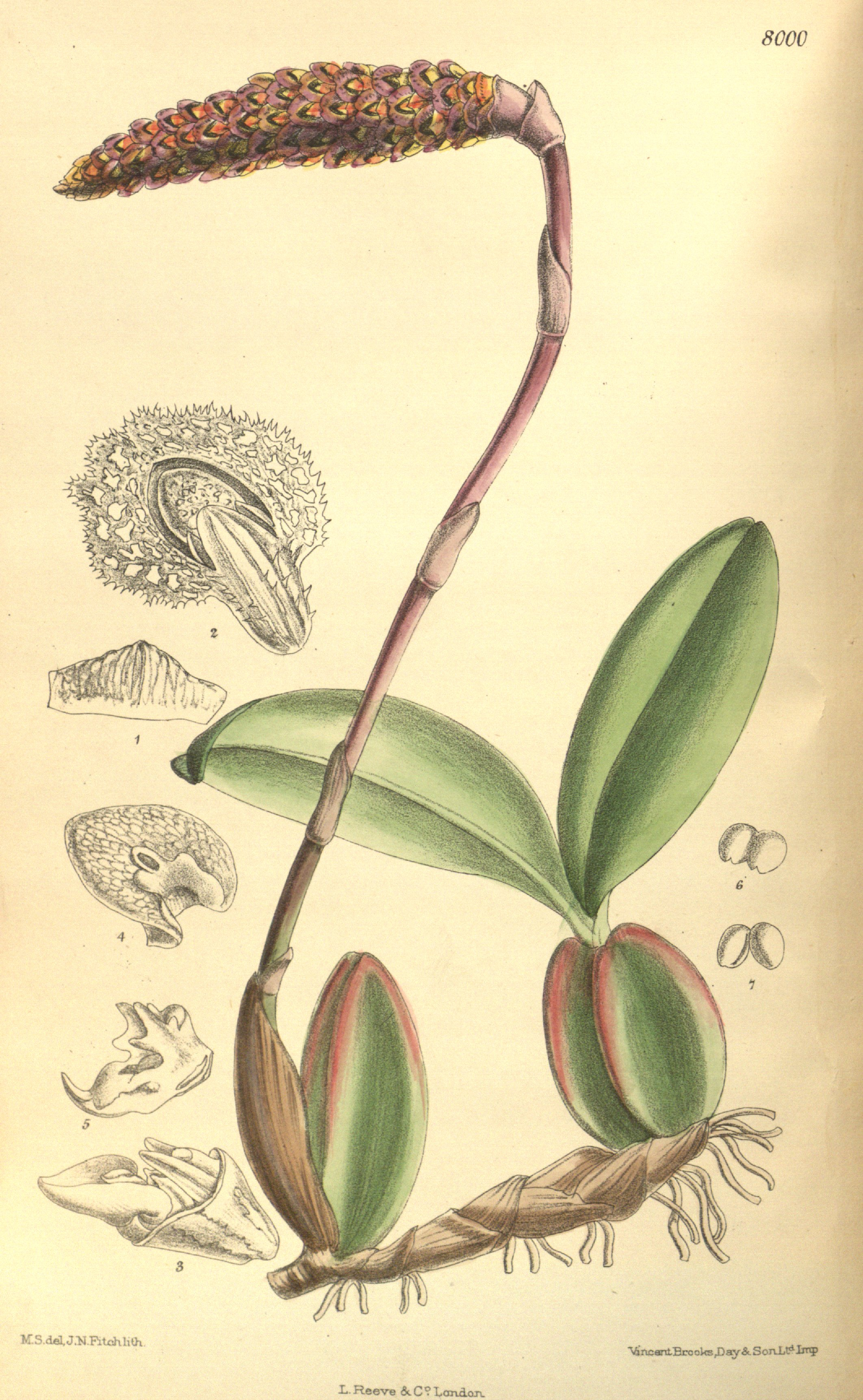